# Galeria Olympia
Galeria Olympia – galeria sztuki współczesnej działająca w Krakowie od 1999 roku, prowadzona przez Fundację Freda Gijbelsa i prezentująca głównie dokonania polskich artystów.

## Historia i działalność
Galeria została założona przez Olimpię Maciejewską i od jej imienia (a także tytułu obrazu Maneta) wzięła swoją nazwę. Zainicjowała działalność 4 czerwca 1999. Galeria Olympia kilkakrotnie zmieniała lokalizację w centrum Krakowa. Znajdowała się kolejno:
- przy ulicy Koletek 7 (1999–2001);
- na Kazimierzu, przy ulicy Estery 16 (2001–2004);
- na Kazimierzu, przy ulicy Józefa 18 (2004–2013);
- w Podgórzu, przy ulicy Limanowskiego 24/4b (2013–2022);
- przy ulicy Szlak 13 (2022–2025).
- w Podgórzu, przy ulicy Limanowskiego 24/4b (od 2025)

W Galerii Olympia wystawiali lub występowali między innymi: Bogusław Bachorczyk, Rafał Bartkowicz, Ireneusz Bęc, Ewa Ciepielewska, Wojciech Ćwiertniewicz, Adam Golec, Anna Grochowska, Michał Iwański, Bartek Jarmoliński, Albert Jeżowski, Fryderyk Kądziela, Keymo, Katarzyna Kmita, Janusz Knorowski, Wiki Królikowska, Bogumił Książek, Aleksandra Młynarczyk-Gemza, Robert Motelski, Andrzej Pilichowski-Ragno, Adam Rzepecki i grupa Łódź Kaliska, Tomasz Vetulani, Piotr Wachowski i Wojciech Zubala, gościnnie jako filozof Piotr Bartula; w wystawach zbiorowych również m.in. Alicja Biała, Paweł Hajncel, Karolina Jabłońska, Agata Kus, Cecylia Malik, Krzysztof Marchlak, Karol Palczak, Łukasz Stokłosa, Małgorzata Wielek-M.
W roli kuratorów współpracowali z Olympią m.in. Anna Baranowa, Miłosz Biedrzycki, Bożena Kowalska, Maciej Piotr Prus i Michał Sobol. Jako kurator techniczny z galerią przy szeregu przedsięwzięć współpracował Janusz Michał Różański. Przy galerii powstała młodzieżowa grupa Młodziankowie Olimpii wspierająca działania galerii. Zespół Galerii Olympia w 2023 współtworzyli: Fred Gijbels, Olimpia Maciejewska i Jacek Kasjanowicz.
W przeciągu kilku dekad Galeria Olympia była przestrzenią w której odbyło się kilkaset wydarzeń kulturalnych. Od 2012 Galeria Olympia corocznie współtworzyła program Cracow Gallery Weekend, a od 2018 program Cracow Art Week Krakers. Dwukrotnie współorganizowała wystawy w ramach Miesiąca Fotografii w Krakowie. W 2012 roku w ramach Conrad Festival eksponowała zdjęcia z serii Świetni 40-letni. W 2018 roku Galeria Olympia zorganizowała w klubie Betel Salon Odrzuconych, wystawę prac artystek i artystów niezakwalifikowanych na Krakowski Salon Sztuki. W 2019 roku kontynuacją tego wydarzenia była wystawa Salon Olympii. Kolekcja Jesień 2019.
Galeria wielokrotnie współorganizowała wydarzenia z klubem Piękny Pies, mieszczącym się najpierw przy ul. Sławkowskiej, a następnie przy ul. Bożego Ciała w Krakowie. W Pięknym Psie odbywały się wystawy i spotkania promocyjne wydawnictw Fundacji Freda Gijbelsa. Zapowiedzi wystaw były stałym elementem odbywającego się w klubie pisma mówionego Gadający Pies.
W październiku 2020 Galeria Olympia otrzymała nagrodę Krakowskiego Salonu Sztuki w kategorii Miejsce Roku „za łączenie sztuki z odpowiedzialnością społeczną i działania budujące relacje międzypokoleniowe”. Nagroda została przyznana w konkursie „Obraz Nędzy i Rozpaczy”, zorganizowanym w celu wsparcia osób oraz instytucji sztuki dotkniętych kryzysem wywołanym przez pandemię COVID-19.
Portal The Culture Trip umieścił galerię w rankingu „10 najlepszych krakowskich galerii sztuki współczesnej, które warto odwiedzić”. Dziennikarz i krytyk Łukasz Gazur na łamach kwartalnika Kraków Culture ocenił, że Galeria Olympia jest instytucją „wciąż stawiającą na nieoczywiste projekty artystyczne i sprawnie budującą wokół siebie środowisko artystyczno-towarzyskie”, która „bez zadęcia i sfermentowanego przekonania o wyższości próbuje konstruować własne hierarchie z dala od ogólnie obowiązujących dyktatów gustu”.